# حقه اطمینان

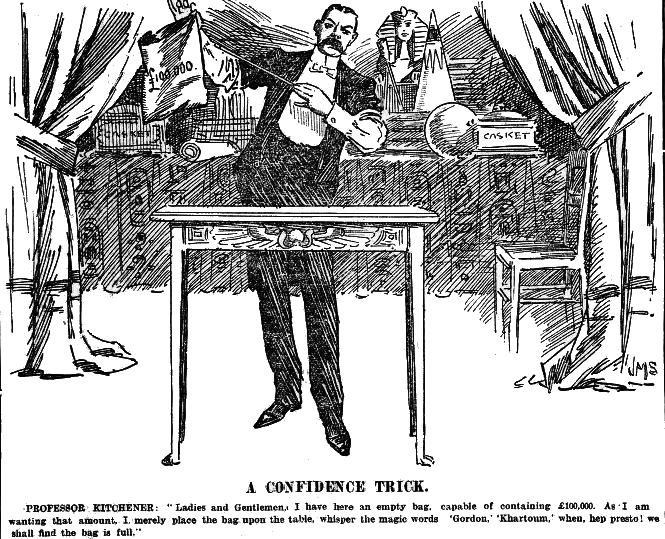
کاریکاتور سیاسی از جی ام استانیفورث: هربرت کیچنر تلاش می‌کند با صدا زدن نام سی جی گوردون، ۱۰۰ هزار پوند برای کالجی در سودان جمع‌آوری کند.

حقهٔ اطمینان (به انگلیسی: Confidence trick) یا اِسکَم که در فارسی به آن گوش‌بُری هم گفته می‌شود. به نوعی از کلاه‌برداری گفته می‌شود که در آن با جلب اعتماد فرد، مال یا پول او گرفته می‌شود.
حقهٔ اطمینان از روان‌شناسی انسان کمک می‌گیرد احساساتی نظیر خوش‌باوری، سادگی، دلسوزی، خودبزرگ‌بینی، بی‌مسئولیتی و حرص.
محققینی مانند لیندسی هوآنگ و باراک اورباخ حقهٔ اطمینان را این‌گونه تعریف می‌کنند: «یک گونهٔ مشخص از کلاه‌برداری که هدف آن داد و ستدی است که به نفع هر دو طرف نیست» و «حقه‌باز از قربانی بهره‌جویی می‌کند».

## حقهٔ کوتاه‌مدت و بلندمدت
گوش‌بری کوچک یا کوتاه تنها چند دقیقه زمان می‌برد و هدف آن بدست آوردن تمام چیزی است که قربانی در جیب خود دارد.
کلاه‌برداری بزرگ یا طولانی چندین روز با هفته‌ها زمان می‌برد و نیاز به تیم کلاه‌برداری دارد و نیاز به وسایل، لباس، سیاهی لشکر و متن‌های از پیش تعیین‌شده دارد. برای مثال ایجاد یک شرکت با افرادی به ظاهر کارمند و دکوراسیون مشخص و دادن پاسخ‌هایی به صحبت‌های قربانی که از قبل روی آنها کار شده است. هدف این کلاه‌برداری گرفتن مجموعهٔ بزرگی از پول یا مال قربانی است طوری که قربانی دست به خالی کردن حساب بانکی خود یا قرض‌گرفتن از اعضای خانواده می‌کند.

## گام‌های حقهٔ اطمینان
ادوارد اسمیت شش گام رشد یک حقهٔ اطمینان (بازی اطمینان) را ذکر می‌کند. برخی از گام‌ها می‌تواند اجرا نشود.

### بنیان‌گذاری کار
مهیاسازی نیازمندی‌های یک بازی پیشرفته شامل پیدا کردن افراد و کمک‌های مورد نظر. برای مثال برای ایجاد جو روانی نیاز به افرادی برای همراهی می‌باشد.

### نزدیک‌شدن
نزدیک‌شدن روانی به قربانی برای شروع

### ساختن
به قربانی فرصت بهره‌بردن از سیستم ساخته‌شده داده می‌شود. حس حرص و طمع قربانی تقویت می‌شود و بدین صورت تفکر منطقی دچار مشکل می‌شود.

### متقاعدکننده
به قربانی مقداری پول برای اثبات این که سیستم به درستی کار می‌کند پرداخت می‌شود. این پول می‌تواند پول واقعی یا جعلی باشد. در حقه‌های قماربازی عمداً چند بار به بازیکن اجازهٔ برد مبالغ کم داده می‌شود و قربانی در طمع پول بیش‌تر شرط‌بندی بزرگ‌تری می‌کند اما در قمارهای بعدی باخت او حتمی است. در بازار سهام به قربانی سودهای جعلی داده می‌شود، سودهایی که هیچ‌وقت از طرف سیستم نقد نخواهند شد.

### لحظهٔ کلیدی
اتفاق آنی یا تغییر شرایط، قربانی را وادار به تصمیم‌گیری سریع می‌کند. در این مرحله یا حقه به درستی انجام می‌شود یا شکست می‌خورد.

### ایجاد جو
یکی از حقه‌بازها که نقش یک تماشاچی علاقه‌مند را در سیستم بازی می‌کند پولی به اندازهٔ قربانی سرمایه‌گذاری می‌کند تا ظاهر سیستم درست‌تر جلوه کند. این کار باعث قوت قلب قربانی می‌شود و باعث می‌شود زمانی که بازی تمام شد کلاه‌بردار اصلی کنترل بیش‌تری روی اوضاع داشته باشد. (فرض کنید شما و چند فرد در چنین سیستمی متضرر شده‌اید وقتی بینید سهام‌داران یا قمارکنندگان دیگر باخت را به عنوان یکی از قواعد پذیرفته‌اند احتمال اعتراض شما کم‌تر خواهد شد همچنین اگر اعتراض کنید انگشت‌نما خواهید بود)
در بعضی کلاه‌برداری‌ها نیاز به یک گام «تقویتی» نیز وجود دارد خصوصاً در مواردی که یک سیستم جدید و کم‌یاب ایجاد شده است (مثلاً یک سرمایه‌گذاری خاص که شما تا کنون نشنیده‌اید). در این حالت یکی از حقه‌بازها به عنوان یک فردِ کاملاً مشکوک به سیستم رفتار می‌کند، که به مرور توضیحات گوش‌بُر او را متقاعد می‌کند.

## آسیب‌پذیری به حقهٔ اطمینان
حقهٔ اطمینان از ویژگی‌های بارز انسان نظیر طمع، تقلب، تکبر، فرصت‌طلبی، شهوت، هم‌دلی، زودباوری، بی‌مسئولیتی، اضطراب و سادگی بهره می‌برد. به همین دلیل این که چه کسانی قربانی می‌شوند الگوی ثابتی ندارد. مهم‌ترین عامل مشترک بین همهٔ قربانی‌ها اعتماد به نیت خوب کلاه‌بردار است. اغلب قربانی‌ها دارای مقداری زودباوری و طمع هستند و کلاه‌برداران معمولاً افراد مسن‌تر را هدف قرار می‌دهند اما حتی افراد هوشیار و فرهیخته نیز در دام گونه‌هایی از حقه‌های اطمینان می‌افتند.

## فیلم‌های مرتبط با حقهٔ اطمینان
- حقه‌بازی آمریکایی در سال ۲۰۱۳ میلادی به کارگردانی دیوید او
- لات‌های کثیف فاسد (فیلم) در سال ۱۹۸۸ میلادی به کارگردانی فرانک اوز در سبک کمدی
- کلاهبرداران در سال ۱۹۹۰ میلادی به کارگردانی استیون فریرز
- نیش (فیلم ۱۹۷۳) در سال ۱۹۷۳ میلادی برندهٔ جایزهٔ اسکار به کارگردانی جورج روی هیل